# Eloeophila verrucosa
Eloeophila verrucosa är en tvåvingeart som beskrevs av Evgenyi Nikolayevich Savchenko 1976. Eloeophila verrucosa ingår i släktet Eloeophila och familjen småharkrankar. Inga underarter finns listade i Catalogue of Life.